# Вільська Садиба
Вільська Садиба (рос. Вильская Садыба, пол. Sadyba) — колишня колонія у Вільській сільській раді Черняхівського району Волинської округи.

## Населення
Наприкінці 19 століття в колонії проживало 402 особи, дворів — 18, у 1923 році — 222 жителі, дворів — 45.

## Історія
Наприкінці 19 століття — колонія Пулинської волості Житомирського повіту, на річці Кам'янка. Заселена євреями-землеробами, був єврейський дім молитви. В переліку місцевостей відсутня.
У 1923 році включена до складу новоствореної Вільської сільської ради, яка, 7 березня 1923 року, увійшла до складу новоутвореного Черняхівського району Житомирської (згодом — Волинська) округи. Розміщувалася за 14 верст від районного центру, міст. Черняхів, та 0,5 версти — від центру сільської ради, с. Вільськ.
Знята з обліку населених пунктів до 1 жовтня 1941 року.